# یوزف اسلواک
یوزف اسلواک (اسلواکی: Jozef Slovák؛ زادهٔ ۷ آوریل ۱۹۵۱) قاتل زنجیره‌ای اهل کشور اسلواکی است. او از سال ۱۹۷۸ تا ۱۹۹۱ حداقل پنج زن را در اسلواکی و جمهوری چک در سنین ۱۶ تا ۲۱ سال به قتل رساند. او در حال حاضر به دلیل چهار قتل در زندان ایلاوا در اسلواکی در حال گذراندن حبس ابد است.